# Tomiyamichthys latruncularius
Tomiyamichthys latruncularius är en fiskart som först beskrevs av Klausewitz, 1974.  Tomiyamichthys latruncularius ingår i släktet Tomiyamichthys och familjen smörbultsfiskar. Inga underarter finns listade i Catalogue of Life.